# ナミュール (競走馬)
ナミュール（欧字名:Namur 香:匯兩川、2019年3月2日 - ）は、日本の競走馬。主な勝ち鞍は2023年のマイルチャンピオンシップ、富士ステークス、2022年のチューリップ賞。
馬名の意味は、サンブル川とミューズ川が合流するベルギーの都市。母名より連想。

## 戦績

### 2歳（2021年）
9月11日に中京競馬場で行われた2歳新馬戦でデビュー。川田将雅を鞍上に迎えたレースでは、直線で先頭に立ってゴールまで押し切り、外から追い込んだスコールユニバンスに2馬身差をつけ優勝した。
11月21日の赤松賞では、スタートはやや後手を踏んだが馬群の後方に構えた。4コーナーは抜群の手応えで外から進出すると、序盤から軽快に飛ばしたパーソナルハイを残り100メートルでとらえ、最後は流す余裕も見せてゴールを駆け抜け2連勝となった（同レースの3着馬は後に二冠牝馬となるスターズオンアース）。
続いて、12月12日に行われた阪神ジュベナイルフィリーズに出走。1番人気に推されたが、後ろにモタれるしぐさを見せた際にスタートを切られ一頭だけ出遅れ、道中では最後方から内へ進路を変えると、直線でも内を突いて、上がり最速33秒6の末脚を駆使したが届かず、サークルオブライフの4着に敗れた。

### 3歳（2022年）
3歳初戦として、桜花賞トライアルのチューリップ賞に出走。鞍上に横山武史を迎え1番人気に推されたレースでは、中団で脚を溜めて直線半ばで外に出て突き抜け、最内から伸びた13番人気ピンハイに1馬身半差をつけ優勝。重賞初制覇を果たした。
1番人気に推された本番の桜花賞は内が有利の馬場で大外枠が仇となり、伸びきれず10着に終わった。
続く、オークスはやや評価を落として4番人気で臨んだが、牝馬二冠を達成したスターズオンアースの3着となった。
オークスの後は夏の休養を挟んで秋華賞に直行。道中は中団外目を追走して直線で先に抜け出したスタニングローズを猛追したが、スタートで出遅れて四角後方3番手から内をついた牝馬二冠スターズオンアースの強襲もあり、1着スタニングローズには半馬身差、3着スターズオンアースとはハナ差の2着となった。
続いて、エリザベス女王杯に出走。3番人気の評価で臨んだが、直線中々伸びきれず5着に終わった。

### 4歳（2023年）
年内初戦として東京新聞杯に2番人気で出走。直線先に抜け出したウインカーネリアンにアタマ差で届かず2着となった。
続くヴィクトリアマイルでは3番人気に支持されたが、レース序盤での不利が響いたのもあり7着に敗れた。
その後の安田記念は単勝9番人気と評価を落としての出走となった。
レースは最後の直線での不利が影響し、全く伸びず16着という結果に終わった。
秋シーズンは10月21日に開催される富士ステークスから始動。
新たにJ.モレイラを鞍上に迎え、1番人気に推された。レースでは道中はやや後方に位置したまま最後の直線。ラスト200mあたりから外から馬群を捌いて一気に伸びてきて、その外から追い詰めるレッドモンレーヴに1.1/4馬身差の優勝。
前年チューリップ賞以来の2つ目の重賞タイトルを手にしたとともにマイルチャンピオンシップへの優先出走権を獲得した。
その後は11月19日に4年ぶりに京都競馬場で開催されるマイルチャンピオンシップに出走。並み居る牡馬の中紅一点での挑戦であった。当初は鞍上にR.ムーアを迎えての参戦だったが、当日の京都2Rでムーアの落馬負傷があったため、急遽藤岡康太に乗り替わりとなる。単勝17.3倍の5番人気でレースを迎えるが、レースではスタートのタイミングが合わず、後方につけ、直線での末脚に賭けるような態勢をとったまま最後の直線へ向かう。直線では馬群を割りながら伸びてきて、一気の末脚でそのままソウルラッシュを上がり最速33.0秒で差し切ってゴールした。ナミュールにとっては8回目のGI挑戦で悲願の初制覇、また藤岡康太にとっては2009年NHKマイルカップ（ジョーカプチーノ）以来14年ぶりのGI制覇となった。なお、マイルチャンピオンシップで優勝した牝馬は当時それまで6頭しかおらず、さらに当日乗り替わりでGIを優勝したのはグレード制導入後以降で史上初のことである。しかしこれが唯一のGI制覇、さらに藤岡康太にとって生涯最後のGI制覇となった。
この後、香港に遠征し12月10日の香港マイルではウィリアム・ビュイックとのコンビで出走。レースでは後方2番手追走から最後の直線で鋭く脚を伸ばしたがゴールデンシックスティの3着に敗れる。

### 5歳（2024年）
5歳シーズン初戦としてドバイに遠征し、3月30日に行われたドバイターフでは道中後方2・3番手追走から直線で外へ持ち出すと残り200m付近からファクトゥールシュヴァルとの激しい競り合いとなるも僅かに及ばず2着となる。その後、5月12日に東京競馬場で行われるヴィクトリアマイルに出走することになり、その鞍上は武豊にも決定したことを4月27日に馬主のキャロットファームが明らかにした。なお、ナミュールは栗東トレーニングセンター近くにあるノーザンファームしがらきで調整した後、5月2日に栗東トレーニングセンターに帰厩するという。
そして迎えた本番ではスタートで出遅れてしまい後方から進めることになり、直線でも思うように伸びず8着に敗れる。続く6月2日の安田記念ではスタートで出遅れるも道中は中団でキープし、最後の直線でメンバー上がり最速の32秒9をマークしたが先に抜け出したロマンチックウォリアーに半馬身及ばず2着となる。
11月17日、連覇を目指した京都競馬場でのマイルチャンピオンシップはクリスチャン・デムーロとのコンビで臨み、2番人気に支持されたが1着馬から5.8秒差の17着と大敗。デムーロは「4角でトモがしっかり入ってこなくて…。おかしいと思ってやめました」と話すように、入線後に下馬した。その後、獣医師によるメディカルチェックが行われるも、脚部などの異常は見られかったが、招待を受諾していた香港マイルを回避。その後、同月20日にオーナーのキャロットクラブにより現役引退と繁殖入りが発表された。11月22日付けでJRAの競走馬登録を抹消、ノーザンファームで繁殖牝馬となる。

## 競走成績
以下の内容は、JBISサーチ、netkeiba.comおよび香港ジョッキークラブ、JRA日本中央競馬会の情報に基づく。
| 競走日     | 競馬場   | 競走名           | 格   | 距離（馬場）  | 頭 数 | 枠 番 | 馬 番 | オッズ （人気） | 着順 | タイム （上がり3F） | 着差  | 騎手          | 斤量 [kg] | 1着馬（2着馬）         | 馬体重 [kg] |
| ---------- | -------- | ---------------- | ---- | ------------- | ----- | ----- | ----- | --------------- | ---- | ------------------- | ----- | ------------- | --------- | ---------------------- | ----------- |
| 2021.09.11 | 中京     | 2歳新馬          |      | 芝1600m（良） | 10    | 4     | 4     | 003.00（2人）   | 01着 | R1:39.0（33.3）     | -0.3  | 0川田将雅     | 54        | （スコールユニバンス） | 438         |
| 0000.11.21 | 東京     | 赤松賞           | 1勝  | 芝1600m（良） | 9     | 7     | 7     | 008.00（4人）   | 01着 | R1:33.8（33.0）     | -0.3  | 0三浦皇成     | 54        | （パーソナルハイ）     | 440         |
| 0000.12.12 | 阪神     | 阪神JF           | GI   | 芝1600m（良） | 18    | 8     | 17    | 002.90（1人）   | 04着 | R1:34.0（33.6）     | -0.2  | 0C.デムーロ   | 54        | サークルオブライフ     | 430         |
| 2022.03.05 | 阪神     | チューリップ賞   | GII  | 芝1600m（良） | 15    | 4     | 6     | 002.20（1人）   | 01着 | R1:33.2（33.9）     | -0.2  | 0横山武史     | 54        | （ピンハイ）           | 430         |
| 0000.04.10 | 阪神     | 桜花賞           | GI   | 芝1600m（良） | 18    | 8     | 18    | 003.20（1人）   | 10着 | R1:33.2（33.7）     | -0.3  | 0横山武史     | 55        | スターズオンアース     | 426         |
| 0000.05.22 | 東京     | 優駿牝馬         | GI   | 芝2400m（良） | 17    | 4     | 8     | 007.10（4人）   | 03着 | R2:24.3（34.0）     | -0.4  | 0横山武史     | 55        | スターズオンアース     | 426         |
| 0000.10.16 | 阪神     | 秋華賞           | GI   | 芝2000m（良） | 16    | 4     | 8     | 003.30（2人）   | 02着 | R1:58.7（34.0）     | -0.1  | 0横山武史     | 55        | スタニングローズ       | 446         |
| 0000.11.13 | 阪神     | エリザベス女王杯 | GI   | 芝2200m（重） | 18    | 6     | 11    | 007.30（3人）   | 05着 | R2:13.7（36.1）     | -0.7  | 0横山武史     | 54        | ジェラルディーナ       | 448         |
| 2023.02.05 | 東京     | 東京新聞杯       | GIII | 芝1600m（良） | 16    | 8     | 15    | 003.70（2人）   | 02着 | R1:31.8（34.0）     | -0.0  | 0横山武史     | 56        | ウインカーネリアン     | 448         |
| 0000.05.14 | 東京     | ヴィクトリアM    | GI   | 芝1600m（良） | 16    | 6     | 11    | 004.20（2人）   | 07着 | R1:32.8（33.5）     | -0.6  | 0横山武史     | 56        | ソングライン           | 452         |
| 0000.06.04 | 東京     | 安田記念         | GI   | 芝1600m（良） | 18    | 6     | 12    | 029.90（9人）   | 16着 | R1.33.3（34.5）     | -1.9  | 0横山武史     | 56        | ソングライン           | 448         |
| 0000.10.21 | 東京     | 富士S            | GII  | 芝1600m（良） | 12    | 5     | 6     | 003.80（1人）   | 01着 | R1.31.4（33.8）     | -0.2  | 0J.モレイラ   | 55        | （レッドモンレーヴ）   | 454         |
| 0000.11.19 | 京都     | マイルCS         | GI   | 芝1600m（良） | 16    | 8     | 16    | 017.30（5人）   | 01着 | R1.32.5（33.0）     | -0.0  | 0藤岡康太     | 56        | （ソウルラッシュ）     | 454         |
| 0000.12.10 | 沙田     | 香港マイル       | G1   | 芝1600m（Gd） | 14    | 12    | 13    | 013.00（6人）   | 03着 | R1:34.54（33.79）   | -0.44 | 0W.ビュイック | 55        | Golden Sixty           | 450         |
| 2024. 3.30 | メイダン | ドバイターフ     | G1   | 芝1800m（良） | 16    | 14    | 15    | 12.5 （7人）    | 02着 | 1:45.93             | 0.2   | C.デムーロ    | 55        | Facteur Cheval         |             |
| 0000.05.12 | 東京     | ヴィクトリアM    | GI   | 芝1600m（良） | 15    | 6     | 10    | 002.50（2人）   | 08着 | R1:32.3（33.8）     | -0.5  | 0武豊         | 56        | テンハッピーローズ     | 452         |
| 0000.06.02 | 東京     | 安田記念         | GI   | 芝1600m（稍） | 18    | 3     | 5     | 010.00（4人）   | 02着 | R1:32.4（32.9）     | -0.1  | 0武豊         | 56        | ロマンチックウォリアー | 450         |
| 0000.11.17 | 京都     | マイルCS         | GI   | 芝1600m（良） | 17    | 2     | 4     | 004.80（2人）   | 17着 | R1:37.8（39.7）     | -5.8  | 0C.デムーロ   | 56        | ソウルラッシュ         | 464         |

- 海外の競走の「枠番」欄にはゲート番を記載
- 香港のオッズ・人気は香港ジョッキークラブのもの（日本式のオッズ表記とした）

## 血統表
| ナミュールの血統                             | ナミュールの血統                        | ナミュールの血統                        | （血統表の出典）                        | （血統表の出典）    |
| 父系                                         | ダンジグ系                              | ダンジグ系                              | ダンジグ系                              | [ § 2 ]             |
| 父 *ハービンジャー 鹿毛 2006 イギリス        | 父の父Dansili 黒鹿毛 1996               | *デインヒル                             | Danzig                                  | Danzig              |
| 父 *ハービンジャー 鹿毛 2006 イギリス        | 父の父Dansili 黒鹿毛 1996               | *デインヒル                             | Razyana                                 |                     |
| 父 *ハービンジャー 鹿毛 2006 イギリス        | 父の父Dansili 黒鹿毛 1996               | Hasili                                  | Kahyasi                                 | Kahyasi             |
| 父 *ハービンジャー 鹿毛 2006 イギリス        | 父の父Dansili 黒鹿毛 1996               | Hasili                                  | Kerali                                  |                     |
| 父 *ハービンジャー 鹿毛 2006 イギリス        | 父の母Penang Pearl 鹿毛 1996            | Bering                                  | Arctic Tern                             | Arctic Tern         |
| 父 *ハービンジャー 鹿毛 2006 イギリス        | 父の母Penang Pearl 鹿毛 1996            | Bering                                  | Beaune                                  |                     |
| 父 *ハービンジャー 鹿毛 2006 イギリス        | 父の母Penang Pearl 鹿毛 1996            | Guapa                                   | Shareef Dancer                          | Shareef Dancer      |
| 父 *ハービンジャー 鹿毛 2006 イギリス        | 父の母Penang Pearl 鹿毛 1996            | Guapa                                   | Sauceboat                               |                     |
| 母 サンブルエミューズ 栗毛 2010 北海道安平町 | 母の父ダイワメジャー 栗毛 2001          | *サンデーサイレンス                     | Halo                                    | Halo                |
| 母 サンブルエミューズ 栗毛 2010 北海道安平町 | 母の父ダイワメジャー 栗毛 2001          | *サンデーサイレンス                     | Wishing Well                            |                     |
| 母 サンブルエミューズ 栗毛 2010 北海道安平町 | 母の父ダイワメジャー 栗毛 2001          | スカーレットブーケ                      | *ノーザンテースト                       | *ノーザンテースト   |
| 母 サンブルエミューズ 栗毛 2010 北海道安平町 | 母の父ダイワメジャー 栗毛 2001          | スカーレットブーケ                      | *スカーレットインク                     |                     |
| 母 サンブルエミューズ 栗毛 2010 北海道安平町 | 母の母ヴィートマルシェ 鹿毛 2002        | *フレンチデピュティ                     | Deputy Minister                         | Deputy Minister     |
| 母 サンブルエミューズ 栗毛 2010 北海道安平町 | 母の母ヴィートマルシェ 鹿毛 2002        | *フレンチデピュティ                     | Mitterand                               |                     |
| 母 サンブルエミューズ 栗毛 2010 北海道安平町 | 母の母ヴィートマルシェ 鹿毛 2002        | キョウエイマーチ                        | *ダンシングブレーヴ                     | *ダンシングブレーヴ |
| 母 サンブルエミューズ 栗毛 2010 北海道安平町 | 母の母ヴィートマルシェ 鹿毛 2002        | キョウエイマーチ                        | インターシャルマン                      |                     |
| 母系(F-No.)                                  | 7号族(FN:7-d)                           | 7号族(FN:7-d)                           | 7号族(FN:7-d)                           | [ § 3 ]             |
| 5代内の近親交配                              | Northern Dancer S5×S5×M5, Lyphard S5×M5 | Northern Dancer S5×S5×M5, Lyphard S5×M5 | Northern Dancer S5×S5×M5, Lyphard S5×M5 | [ § 4 ]             |
| 出典                                         | 1. 2. 3. 4.                             | 1. 2. 3. 4.                             | 1. 2. 3. 4.                             | 1. 2. 3. 4.         |

- 半妹に2022年アルテミスステークス、2024年チャレンジカップ勝ち馬のラヴェル（父：キタサンブラック）がいる。
- 叔母にブリーダーズカップディスタフ勝ち馬マルシュロレーヌ、叔父にマーキュリーカップ、佐賀記念勝ち馬バーデンヴァイラーがいる。
- 3代母キョウエイマーチは1997年の桜花賞馬。8代母に1953年の天皇賞（秋）優勝馬クインナルビーがいる。
- その他の近親にはオグリキャップ、オグリローマン、アンドレアモンがいる。

### ナミュールの主要なファミリーライン
インターシャルマン 1987（4勝）
｜ キョウエイマーチ 1994（8勝 桜花賞）
｜｜ヴィートマルシェ 2002（1勝）
｜｜｜サンブルエミューズ 2010（3勝 芙蓉S(OP)）
｜｜｜｜ナミュール 2019（5勝 チューリップ賞、富士S、マイルCS、優駿牝馬3着、秋華賞2着）
｜｜｜｜ラヴェル 2020（3勝 アルテミスS、チャレンジC 現役）
｜｜｜｜アルセナール 2021（1勝 デイリー杯クイーンC2着　現役）
｜｜｜｜ブルージュ 2022（現役）
｜｜｜リリーバレロ 2015（4勝）
｜｜｜マルシュロレーヌ 2016（9勝 ブリーダーズカップ・ディスタフ等重賞5勝）